# Challenger 3
Challenger 3 (CR3) — перспективний британський основний бойовий танк четвертого покоління, який розробляється для британської армії. Його вироблятимуть шляхом переобладнання наявних танків Challenger 2 спільним британсько-німецьким підприємством Rheinmetall BAE Systems Land.
Удосконалення Challenger 2 почалося в 2005 році як Програма підтримки спроможностей і стійкості (англ. Capability And Sustainment Programme, CSP), щоб зберегти конкурентоспроможність Challenger 2 до 2030-х років. Брак фінансування призвів до того, що лише в 2014 році програму було офіційно реорганізовано в «Програму продовження терміну експлуатації Challenger 2» (англ. Challenger 2 Life Extension Programme, LEP). Після цього два прототипи були подані для оцінювання відповідності вимогам програми; один від BAE Systems у 2018 році, а інший від Rheinmetall у 2019 році. Пізніше того ж року BAE та Rheinmetall об'єднали свої британські підрозділи в Rheinmetall BAE Systems Land (RBSL), фактично залишивши пропозицію Rheinmetall єдиним доступним варіантом, що дозволяв не здійснювати заміну парку Challenger 2 на інші моделі.
Challenger 3 має абсолютно нову башту з покращеним корпусом. Найзначнішою зміною у Challenger 3 є заміна основного озброєння Challenger зі 120-мм нарізної основної гармати L30A1 на 120-мм гладкоствольну гармату L55A1 (яка сама по собі є оновленою версією L55, встановленої на сімейство основних бойових танків Leopard 2A6/A7), що забезпечує більшу початкову швидкість, кращу бронебійність, а також взаємосумісність з іншими державами-членами НАТО. Це перший британський танк, який із самого початку не мав нарізної основної гармати.

## Історія
Challenger 3 стане четвертим танком з такою назвою, першим був Cruiser Mk VIII Challenger часів Другої світової війни, який був розроблений на базі шасі танка Cromwell і озброєний 17-фунтовою гарматою Ordnance QF. Другим був Challenger 1 часів війни в Перській затоці, який був основним бойовим танком британської армії з початку 1980-х до середини 1990-х років, коли його змінив Challenger 2, який застосовувався у бойових діях після війни в Іраку в 2003 році.
У 2005 році Міністерство оборони Великої Британії визнало потребу в Програмі підтримки спроможностей (англ. Capability Sustainment Programme, CSP) для продовження терміну служби Challenger 2 до середини 2030-х років і підвищення його мобільності, летальності та живучості. Програму підтримки спроможностей планувалося завершити до 2020 року, поєднавши всі оновлення CLIP, зокрема встановлення 120-мм гладкоствольної гармати. До 2014 року Програма підтримки спроможностей була замінена на Програму продовження терміну експлуатації (англ. Life Extension Programme, LEP), яка передбачала аналогічний обсяг заміни застарілих компонентів і продовження терміну служби танка з 2025 до 2035 року, однак від 120-мм гладкоствольної гармати, здавалося, відмовилися.
У 2015 році британська армія надала роз'яснення сфери дії Програми продовження терміну експлуатації, розділивши її на чотири ключові сфери, а саме:
- Спостереження та захоплення цілей: модернізація основного прицілу командира та основного прицілу навідника, а також заміна тепловізійних прицілів і прицілів стрільця (TOGS) на тепловізори третього покоління.
- Система керування зброєю: оновлення комп'ютера управління вогнем, панелі управління вогнем і блоку обробки зброї.
- Мобільність: Оновлення, включаючи гідрогазову підвіску третього покоління, покращену фільтрацію повітря, уприскування палива CV-12 Common Rail, трансмісію та охолодження.
- Електронна архітектура: Оновлення руків'я керування навідника, архітектури розповсюдження відео, загальні інтерфейси, сумісні з архітектурою транспортного засобу, підвищена бортова обробка та покращений інтерфейс людини та машини.

Міністерство оборони Великої Британії також почало оцінювати системи активного захисту (APS) на Challenger 2, включаючи MUSS і ROSY Rapid Obscurant System від Rheinmetall.
У серпні 2016 року Міністерство оборони Великої Британії уклало контракти на етап оцінки з кількома компаніями для Програми продовження терміну експлуатації. До них входили Team Challenger 2 (консорціум на чолі з BAE Systems і за участі General Dynamics UK), CMI Defense і Ricardo plc, Rheinmetall і Lockheed Martin UK. У листопаді Міністерство оборони Великої Британі відібрало дві команди на чолі з BAE Systems і Rheinmetall для змагання за участь у Програмі продовження терміну експлуатації, вартість якої тоді оцінювалася в 650 млн фунтів стерлінгів (802 млн дол. США).
У жовтні 2018 року BAE Systems представила запропоновану дослідну модель Challenger 2 LEP «Black Night». Серед нових удосконалень — командирський приціл Safran PASEO, тепловізор Leonardo для навідника та нічний приціл Leonardo DNVS 4. Башта також отримала модифікації для підвищення швидкості повороту та забезпечення більшого простору, а також рекуперативне гальмування для генерації та накопичення енергії. Інші удосконалення включали систему лазерного попередження та систему активного захисту.
У січні 2019 року Rheinmetall представила свою пропозицію, яка включала розробку абсолютно нової башти з повністю цифровою електронною архітектурою, денним і нічним прицілом для командира і навідника, а також 120-мм гладкоствольну гармату Rheinmetall L55. Попри суттєвіше оновлення, ніж Black Night, башта була розроблена за ініціативою Rheinmetall і не фінансувалася Міністерством оборони Великої Британії, а також не входила до вимог Програми продовження терміну експлуатації.
У червні 2019 року BAE Systems і Rheinmetall створили спільне підприємство у Великій Британії під назвою Rheinmetall BAE Systems Land (RBSL). Попри злиття, компанія все ще мала представити дві окремі пропозиції для укладення контракту в рамках Програми продовження терміну експлуатації. На виставці DSEI 2019 RBSL вперше продемонструвала свій пропонований прототип.
У липні 2020 року Rheinmetall Defense показала дослідний стенд на шасі Challenger 2 із абсолютно новою баштою, системою автоматичного заряджання та потужною 130-мм гладкоствольною гарматою Rheinmetall Rh-130 L/51. 130-мм гармата L/51 на 500 кілограмів важча за 120-мм гармати L/44 або L/55, тому для роботи на Challenger 3 потрібна більша башта.
У жовтні 2020 року Міністерство оборони Великої Британії виступило проти закупівлі нового основного бойового танка з-за кордону замість розробки Challenger 2 за Програмою продовження терміну експлуатації, заявивши, що модернізований Challenger 2 за характеристиками «можна буде порівняти з Leopard 2 або M1 Abrams, а в деяких областях і перевершуватиме їхні характеристики».
22 березня 2021 року Міністерство оборони Великої Британії опублікувало наказовий документ Оборона у конкурентну епоху, в якому підтверджувалися плани британської армії модернізувати 148 танків Challenger 2 і позначити їх як Challenger 3. Міністерство оборони Великої Британії підтвердило підписання контракту з RBSL на суму 800 млн фунтів стерлінгів (1 млрд дол. США) 7 травня 2021 року. Масштабніша пропозиція Rheinmetall щодо модернізації, включаючи нову 120-мм гладкоствольну гармату, була погоджена. Початкова експлуатаційна спроможність оновлених танків очікується до 2027 року, а повна експлуатаційна спроможність буде оголошена до 2030 року.
У вересні 2023 року стало відомо, що Велика Британія прискорює отримання оновленого танка на озброєння. Це має статися у 2025 році, замість 2027 року, як планувалось спочатку.
Модернізація буде проходити на новому бронетанковому заводі Rheinmetall BAE Systems Land (RBSL) у Телфорді, який спеціалізується на виробництві бронетехніки.
В січні 2024 року у перший день міжнародної конференції з бронетехніки International Armoured Vehicles 2024 показали перший прототип основного бойового танка Challenger 3. Очікується, що в лютому розпочнеться тестування цього прототипу оновленої бойової машини.
У Британії розпочалося будівництво танків Challenger 3 на бронетанковому підприємстві RBSL у місті Телдфорд. Ця подія ознаменувалася завершенням будівництва останнього, восьмого прототипу танка Challenger 3, який став першим, виробленим на заводі RBSL у місті Телдфорд. Перша партія яких має надійти на озброєння у 2025 році та використовуватися для підготовки екіпажів Королівського танкового полку.

## Опис
В лютому 2023 року було розкрито основні особливості танка:
- гладкоствольна 120-мм гармата
- нова башта, що буде доступною для встановлення на інші західні танки
- комплекс активного захисту Trophy
- модернізований двигун, нова підвіска, гідравлічний натягувач гусениці, електрична система холодного старту, вдосконалена система охолодження двигуна[50]
- інші модернізації, включно з новими бронею та оптичними приладами

## Галерея

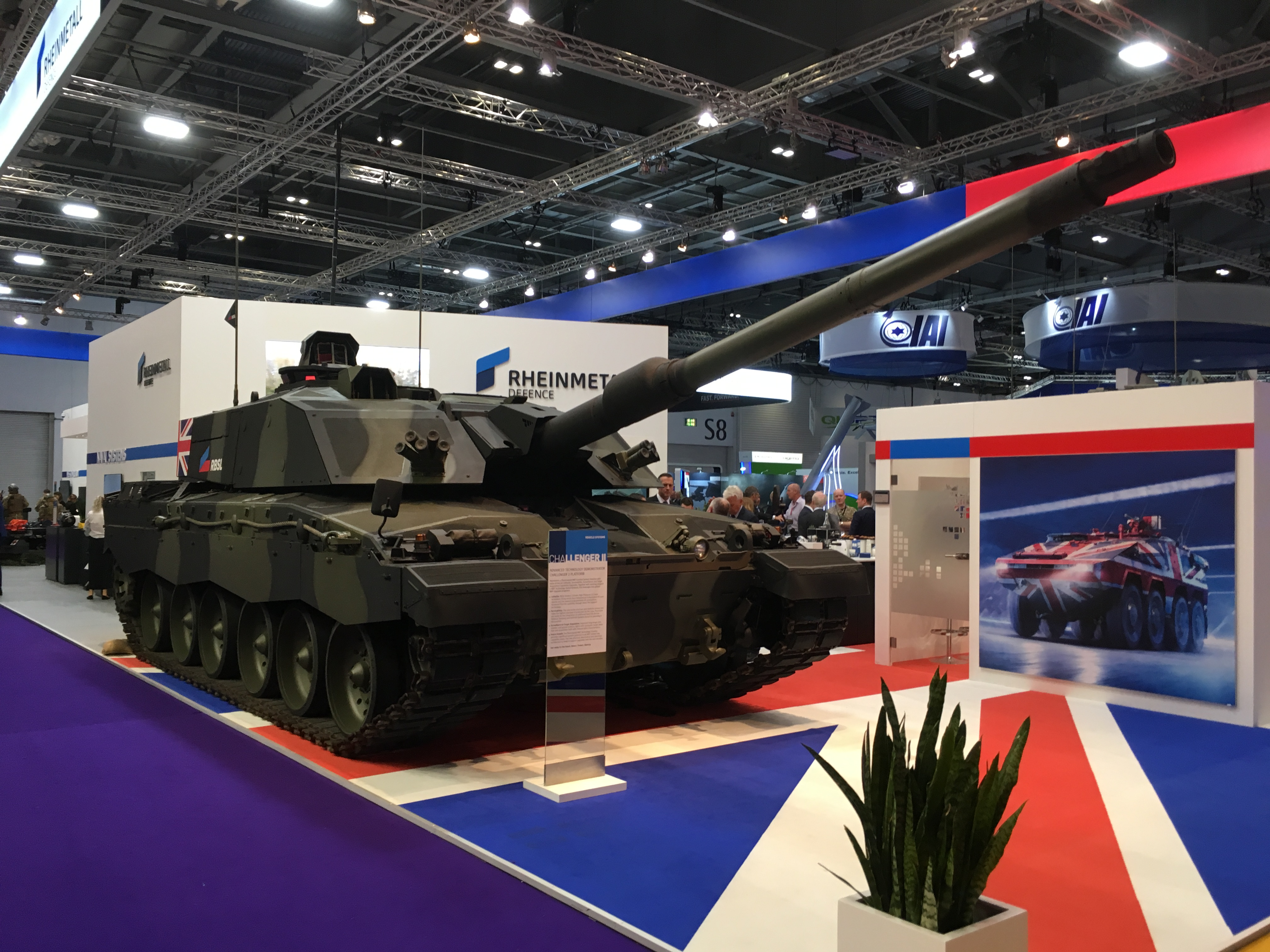
Технічний демонстратор модернізованого «Челленджер 2» на виставці DSEI-2019
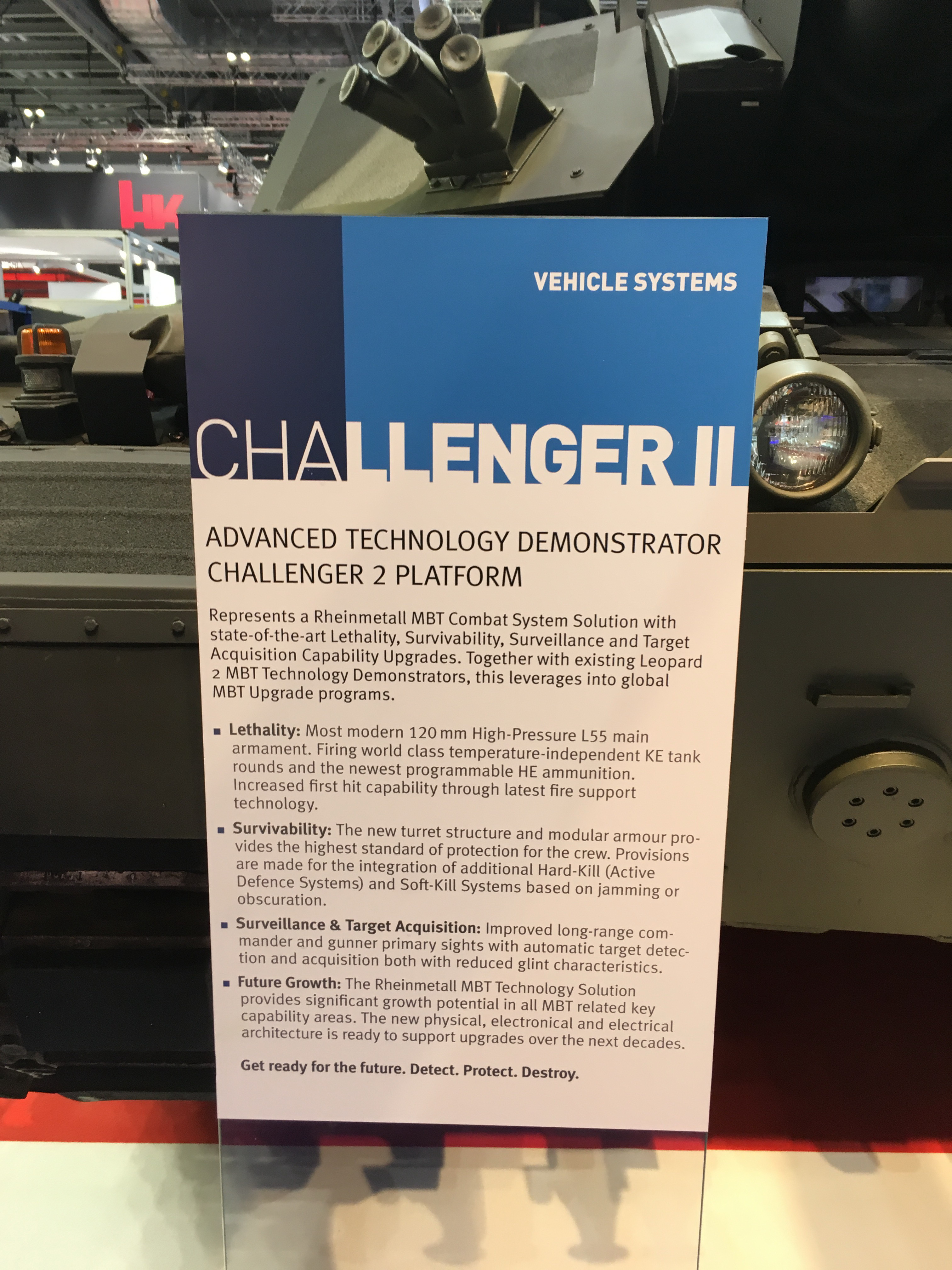
Опис технічного демонстратора модернізованого «Челленджер 2» на DSEI-2019